# Видатки
Видатки (англ. expenses) — витрата, видання коштів, матеріалів тощо, чимось спричинене чи необхідне для досягнення певної мети. Мовою бухгалтерського обліку видатки, на відміну від витрат, належать до грошових видатків чи заборгованості, яка виникла внаслідок придбання активів чи послуг, користь від яких може відчуватися і після закінчення поточного звітного періоду. Тобто, видатки — це зменшення або збільшення зобов'язань внаслідок придбання товарів або послуг.

Видатки організації представляють собою сукупність використаних нею коштів, що відносяться до активів, якщо вони здатні приносити доходи в майбутньому, або до пасивів, якщо цього не відбудеться, тобто доходи організації зменшаться.